# Arslanoğlu, Arpaçay
Arslanoğlu là một xã thuộc huyện Arpaçay, tỉnh Kars, Thổ Nhĩ Kỳ. Dân số thời điểm năm 2010 là 284 người.